# Hudood Ordinances
Als Hudood Ordinances, englisch für Hudood-Verordnungen, werden zusammenfassend vier Verordnungen zur Islamisierung des Strafrechts in Pakistan bezeichnet, die der Militärdiktator Zia ul-Haq 1979 erließ. Der Begriff Hudood ist die anglisierte Form des arabischen Pluralworts Hudūd (arabisch حدود, DMG ḥudūd), das eine Gruppe von Straftaten des islamischen Rechts bezeichnet, die mit besonderen Strafen (siehe Hadd-Strafe) belegt werden. Darunter fallen Delikte wie Diebstahl und Raub, Unzucht (Ehebruch, Vergewaltigung), falsche Bezichtigung der Unzucht und der Konsum von Alkohol oder Betäubungsmitteln. 2006 wurde auf Initiative des damaligen Präsidenten Musharraf ein Gesetz verabschiedet, um die Hudood-Verordnungen zu begrenzen. Diese Regelungen bestehen neben den „weltlichen“ Gesetzen. Zuständig sind Courts of Session anstelle der Magistrates; Rechtsmittel gehen zum Bundes-Schariagericht und weiter zur Scharia-Spruchbank des Obersten Gerichtshofs.
Einer der Hauptkritikpunkte an den Verordnungen war und ist, dass sie die Tatbestände von Ehebruch (zina) und Vergewaltigung (zina bil-japr) vermischen. Frauen, die etwa einen Mann wegen Vergewaltigung anzeigen, werden oft dann selbst wegen Ehebruchs angeklagt, wenn sie die Vergewaltigung nicht beweisen können. Die Hudood-Verordnungen sind deutlich frauenfeindlicher als die „normale“ Scharia-Rechtsprechung. Nach Hudood-Recht benötigt beispielsweise eine Frau nicht wie üblich zwei Zeugen, um vor Gericht die Aussage eines Mannes zu widerlegen, sondern die Aussagen von vier Männern, die zudem grundsätzlich Muslime sein müssen.
Hudood-Urteile wurden sowohl durch weltliche Gerichte als auch durch Schariagerichte aufgehoben und sind in der Vergangenheit selten vollstreckt worden. Dennoch sitzen 80 % der etwa 6.000 Frauen in pakistanischen Gefängnissen dort infolge Hudood-Verurteilungen.
Besonders nachteilig sind die Hudood Ordinances für die nicht-muslimischen Minderheiten Pakistans. Hier arbeiten Organisationen wie die All Pakistan Minorities Alliance oder die CLF an Vorschlägen für tolerantere Gesetze bzw. Frauenrechte und besseren Rechtsschutz für Gefangene und die Opfer von Gewalt.
2006 wurde auf Initiative von Präsident Pervez Musharraf ein Gesetz erlassen, um die Hudood-Verordnungen einzuschränken und die Rechte von Frauen vor Gericht zu verbessern. So ging es unter anderem darum, Vergewaltigung aus den Hudood-Verordnungen heraus- und wieder ins Strafgesetzbuch aufzunehmen. Vor einem Scharia-Gericht hätte eine Frau einen besseren Stand als vor einem Hudood-Gericht. Größeren Rechtsschutz genießt sie auch im allgemeinen Strafrecht; dort kann eine Vergewaltigung auf Basis von Beweisen und mit weniger Zeugen geahndet werden.
Menschenrechtsorganisationen gehen davon aus, dass in Pakistan alle drei Minuten eine Frau vergewaltigt wird. Das wären 480 Frauen am Tag, 175.200 im Jahr, bei einer Bevölkerung von 166 Mio. (Vergleich D: 7.500 Anzeigen im Jahr bei 82 Mio. Einwohnern).